# Restes de l'église Saint-Thuriau de Quintin
Les restes de l'église Saint-Thuriau sont situés à Quintin, en France.

## Localisation
Les restes de l'église sont situés sur le territoire de la commune de Quintin, dans le département des Côtes-d'Armor en région Bretagne.

## Historique
Restes d'une ancienne église paroissiale datant du XVe siècle, à l'exception de la tour reconstruite en 1754 et 1755. Après deux expertises, en 1763 puis en 1767, le conseil du roi de France décida en 1773 la démolition de l'édifice, devenu dangereux. La tour, qui avait seule subsisté, s'effondra en 1833. Le culte fut transféré en 1773 dans la chapelle des Carmes puis, en 1790, dans la collégiale Notre-Dame. Les ruines conservées dans le cimetière laissent voir un arc ogival avec tympan soutenu par un jambage créant deux ouvertures, également ogivales. Des moulures, avec gorges et colonnettes engagées, tournent autour de ces passages. Des contreforts buttent la maçonnerie. Une petite porte basse donne accès à l'escalier circulaire.
Les restes de l'église sont inscrits au titre des monuments historiques par arrêté du 28 mai 1951.

## Galerie

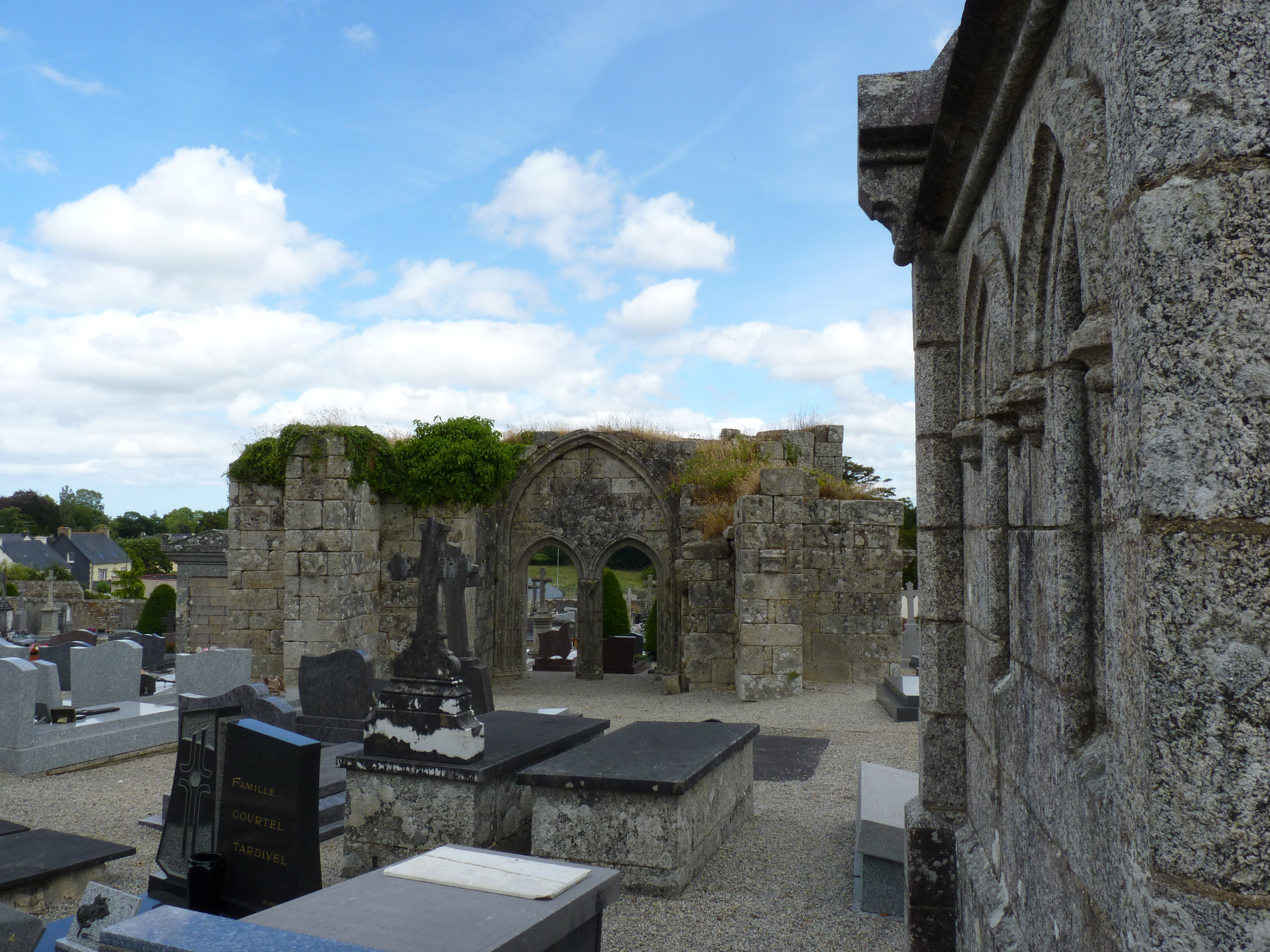
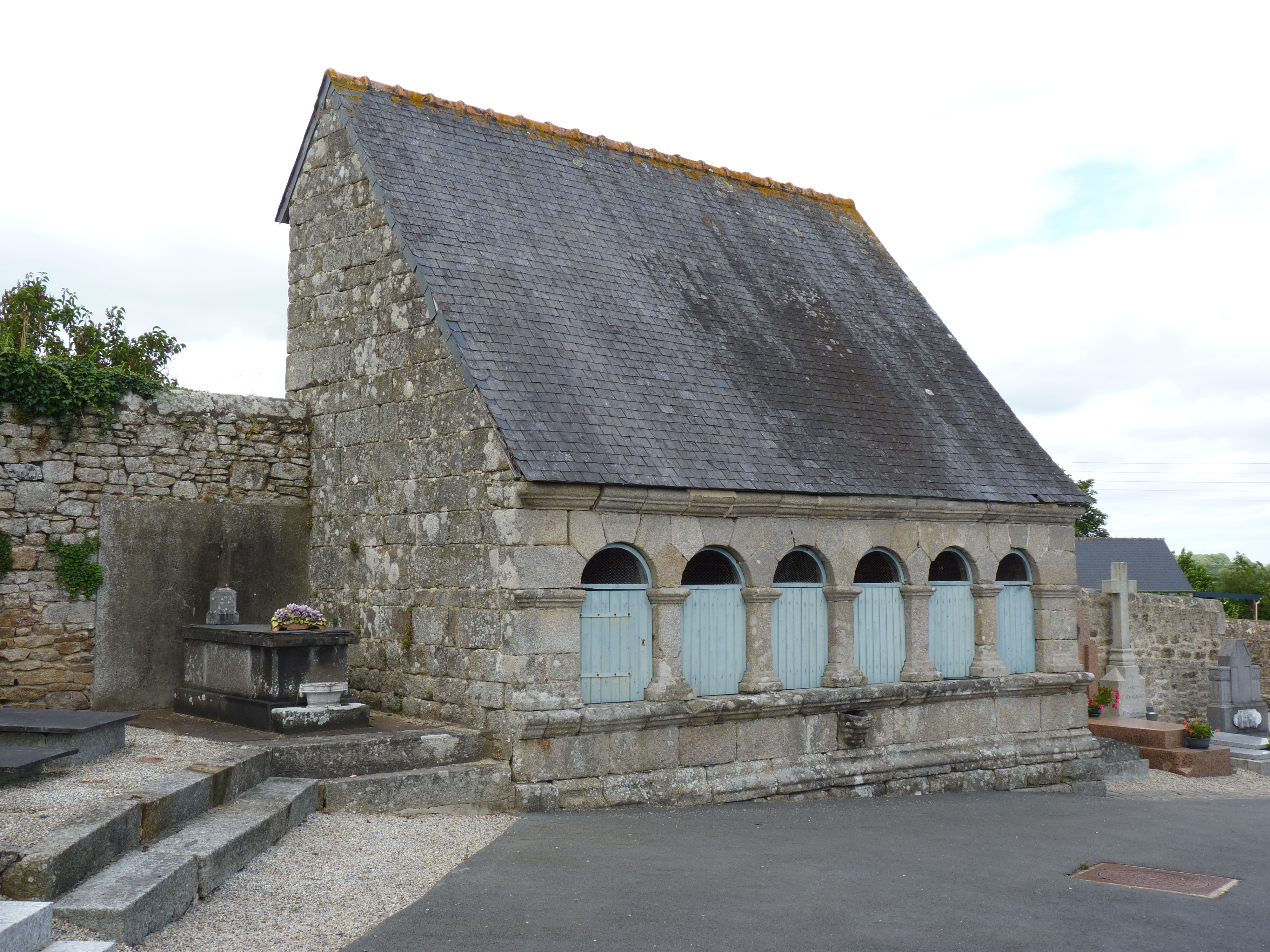
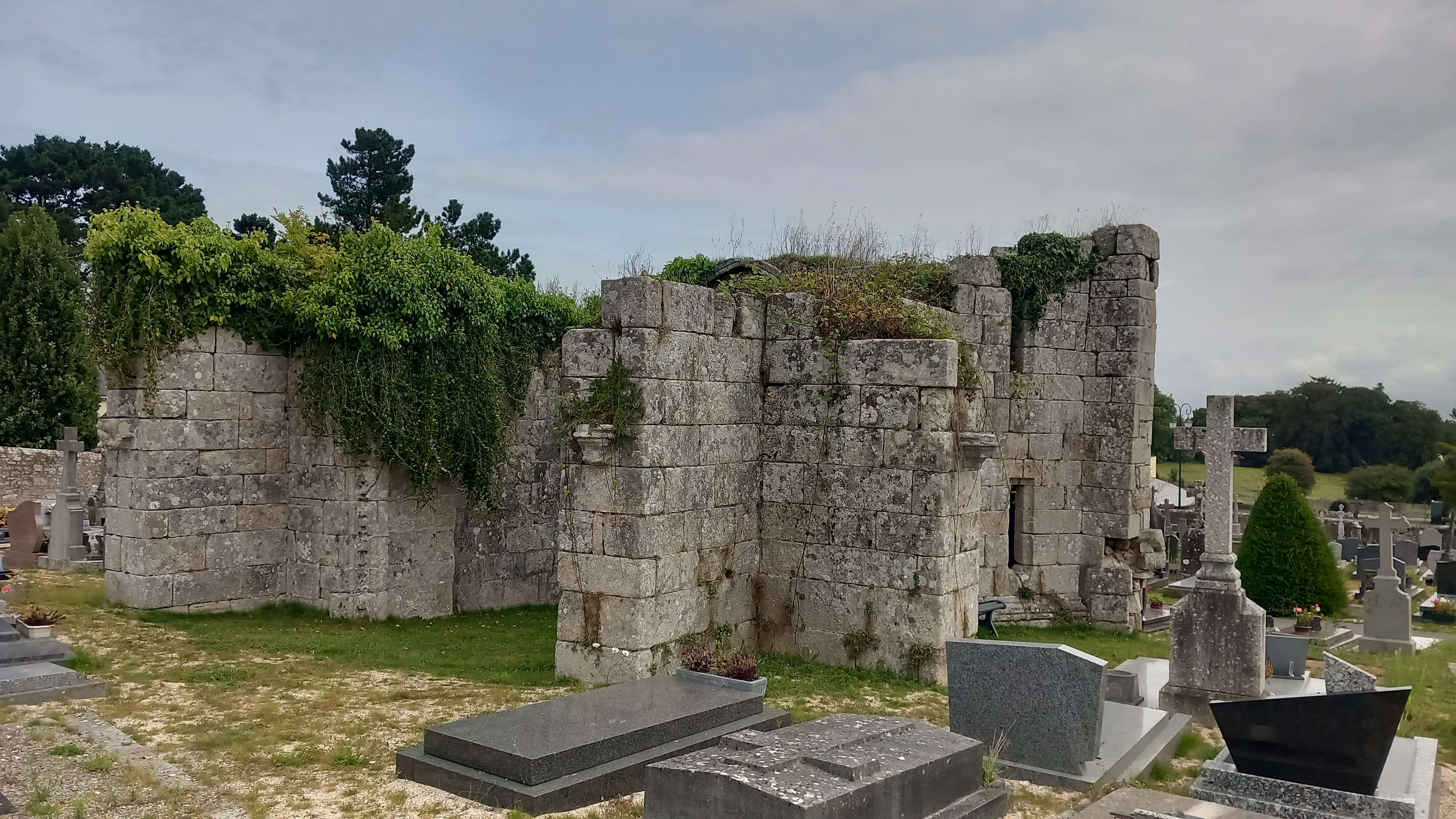
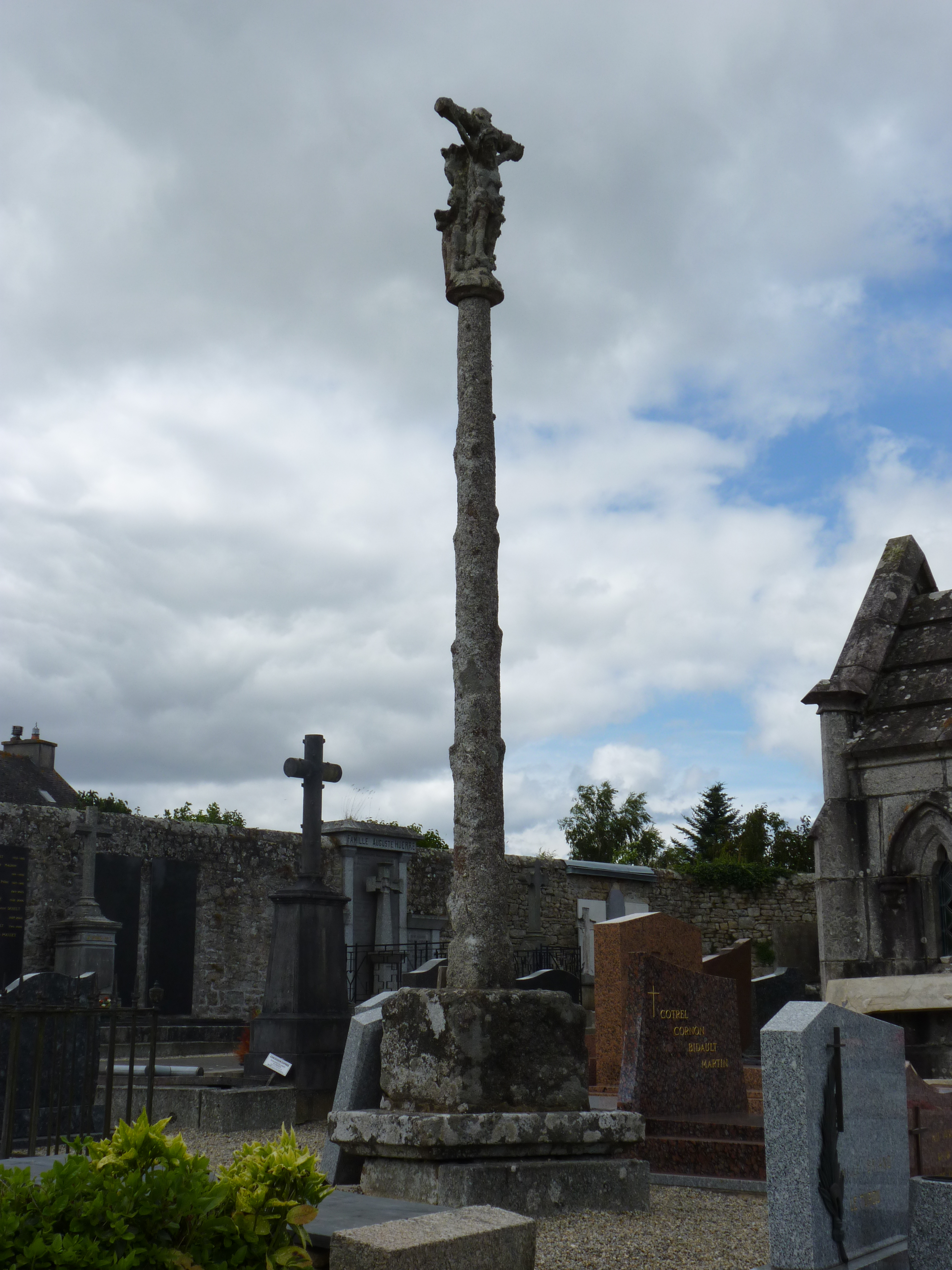